# Cornuntum fagineum
Cornuntum fagineum är en svampart som beskrevs av Josef Velenovský 1947. Cornuntum fagineum ingår i släktet Cornuntum, ordningen disksvampar, klassen Leotiomycetes, divisionen sporsäcksvampar och riket svampar.   Inga underarter finns listade i Catalogue of Life.